# Renate Vogel
Renate Vogel (n. 30 iunie 1955, Karl-Marx-Stadt, Germania) este o înotătoare ce a reprezentat Republica Democrată Germană, medaliată olimpică. A participat la o ediție a Jocurilor Olimpice (1972) în care a câștigat o medalie de argint.